# Ситакунда
Ситакунда (бенг. সীতাকুণ্ড, англ. Sitakunda) — город на юго-востоке Бангладеш, административный центр одноимённого подокруга. Площадь города равна 28,63 км². По данным переписи 2001 года, в городе проживало 34 530 человек, из которых мужчины составляли 50,50 %, женщины — соответственно 49,50 %. Плотность населения равнялась 1206 чел. на 1 км². 